# بوباكار كوياطي
بوباكار كوياطي (مواليد 15 أبريل 1997) هو لاعب كرة قدم مالي يلعب في مركز قلب الدفاع في نادي ميتز.

## روابط خارجية
- بوباكار كوياطي على موقع قاعدة بيانات كرة القدم.إي يو (الإنجليزية)
- بوباكار كوياطي على موقع ليكيب (الفرنسية)
- بوباكار كوياطي على موقع ناشيونال فوتبول تيمز (الإنجليزية)
- بوباكار كوياطي على موقع Soccerway.com (الإنجليزية)